# Klaas Smit (voetballer)
Klaas "de Kip" Smit (Volendam, 11 november 1930 – Edam, 20 februari 2008) was een Nederlands voetballer.

## Levensloop
Smit was een telg uit een Volendams vissersgezin met negen kinderen. Van de zes zonen waren er vijf die voetbalden. Een van hen, Piet, overleed op jeugdige leeftijd aan kanker. De overige vier speelden rond 1950 allen in het eerste van Volendam, dat op dat moment in de Tweede klasse uitkwam. De linksbinnen Klaas Smit was de meest talentvolle van het viertal. Hij werd eind jaren veertig geselecteerd voor het Nederlands jeugdelftal. Met de vier Smitten werd Volendam in 1952 en 1953 kampioen van de Tweede klasse. In promotiewedstrijden voor een plek in de Eerste klasse legde men het echter af tegen respectievelijk Stormvogels en EBOH.
Met zijn broer Evert Smit werd Klaas Smit in het voorjaar van 1954 benaderd door de nieuwe vereniging Alkmaar '54, die vanaf het seizoen 1954/55 zou gaan uitkomen in de profcompetitie van de Nederlandse Beroeps Voetbalbond. Alleen het feit dat de broers gesproken hadden met de profclub, was voor voorzitter Meester Mühren van Volendam reden om beiden te royeren. Ze tekenden vervolgens een contract met Alkmaar '54. Inclusief premies leverde dit voor Smit een inkomen op dat bijna gelijk was aan de 69 gulden die hij destijds per week verdiende als werknemer van de Volendamse bakkerij Tol. Verder kreeg hij een brommer ter beschikking om van Edam, waar hij sinds zijn huwelijk in 1953 woonde, naar Alkmaar te kunnen reizen. Enkele maanden na Evert en Klaas maakte ook Thoom Smit de overstap van Volendam naar Alkmaar. Enkel Hein Smit bleef Volendam trouw.
Op 14 augustus 1954 maakte Smit in de wedstrijd Alkmaar '54 tegen Sportclub Venlo '54 het eerste doelpunt in het Nederlandse betaald voetbal. Op aangeven van zijn broer Evert schoot hij de bal kort na rust vanaf ongeveer achttien meter in de bovenhoek van het doel. In de met 3–0 gewonnen wedstrijd maakte hij tevens het derde doelpunt. Smit verkaste in 1957 naar Amsterdam, wat de allereerste transfer in het Nederlandse betaald voetbal betekende. Nadat Amsterdam in 1958 was opgegaan in DWS/A, kwam Smit nog drie seizoenen uit voor deze ploeg. In 1961 keerde hij terug bij het naar de Eredivisie gepromoveerde Volendam, waar men hem het 'verraad' van 1954 inmiddels een beetje vergeven had. Hij kwam echter slechts vijf keer uit voor zijn oude club. Op 17 september 1961 scheurde hij in een thuiswedstrijd tegen Blauw-Wit door een botsing met tegenstander Barry Hughes de kruisbanden van beide knieën. Hij werd met een brancard weggedragen en keerde niet meer als actief speler op het voetbalveld terug.
In totaal speelde Smit 225 wedstrijden in het betaald voetbal, waarin hij 56 doelpunten scoorde. Na zijn actieve loopbaan was hij trainer in het Noord-Hollandse amateurvoetbal. In 2007 werd bij hem maagkanker gediagnosticeerd. Een operatie waarbij een groot deel van de maag werd verwijderd mocht niet baten. In februari 2008 overleed Smit op 77-jarige leeftijd aan zijn ziekte.

## Carrièrestatistieken
| Seizoen         | Club            | Land            | Competitie        | Competitie | Competitie | Beker | Beker | Internationaal | Internationaal | Overig | Overig | Totaal | Totaal |
| Seizoen         | Club            | Land            | Competitie        | Wed.       | Dlp.       | Wed.  | Dlp.  | Wed.           | Dlp.           | Wed.   | Dlp.   | Wed.   | Dlp.   |
| --------------- | --------------- | --------------- | ----------------- | ---------- | ---------- | ----- | ----- | -------------- | -------------- | ------ | ------ | ------ | ------ |
| 1954/55         | Alkmaar '54     | Nederland       | NBVB (Afgebroken) | –          | 7          | –     | –     | –              | –              | 0      | 0      | –      | 7      |
| 1954/55         | Alkmaar '54     | Nederland       | Eerste klasse C   | –          | 5          | –     | –     | –              | –              | 0      | 0      | –      | 5      |
| 1955/56         | Alkmaar '54     | Nederland       | Eerste klasse B   | –          | 15         | –     | –     | –              | –              | 0      | 0      | –      | 15     |
| 1956/57         | Alkmaar '54     | Nederland       | Eerste divisie A  | –          | 17         | –     | 3     | –              | –              | 0      | 0      | –      | 20     |
| 1957/58         | Amsterdam       | Nederland       | Eredivisie        | –          | –          | –     | 2     | –              | –              | 0      | 0      | –      | –      |
| 1958/59         | DWS/A           | Nederland       | Eredivisie        | –          | –          | –     | 0     | 0              | 0              | 0      | 0      | –      | –      |
| 1959/60         | DWS/A           | Nederland       | Eredivisie        | –          | –          | –     | –     | –              | –              | 0      | 0      | –      | –      |
| 1960/61         | DWS/A           | Nederland       | Eredivisie        | –          | –          | –     | 0     | –              | –              | 0      | 0      | –      | –      |
| 1961/62         | Volendam        | Nederland       | Eredivisie        | 5          | –          | –     | 0     | –              | –              | 0      | 0      | –      | –      |
| Carrière totaal | Carrière totaal | Carrière totaal | Carrière totaal   | –          | –          | –     | 5     | –              | –              | –      | –      | –      | –      |

## Trivia
- Klaas Smit is een oudoom van zanger Jan Smit.[2]